# Condado de Polk (Carolina do Norte)
O Condado de Polk é um dos 100 condados do estado americano da Carolina do Norte. A sede do condado é Columbus, e sua maior cidade é Columbus. O condado possui uma área de 618 km² (dos quais 2 km² estão cobertos por água), uma população de 18 324 habitantes, e uma densidade populacional de 30 hab/km² (segundo o censo nacional de 2000). O condado foi fundado em 1855.